# Askijärvi
Askijärvi är en sjö i Övertorneå kommun i Norrbotten och ingår i Torneälvens huvudavrinningsområde. Sjön har en area på 0,148 kvadratkilometer och ligger 154 meter över havet.

## Delavrinningsområde
Askijärvi ingår i det delavrinningsområde (743178-185474) som SMHI kallar för Mynnar i Torneälvens vattendragsyta. Medelhöjden är 148 meter över havet och ytan är 51,37 kvadratkilometer. Det finns inga avrinningsområden uppströms utan avrinningsområdet är högsta punkten. Puruoja som avvattnar avrinningsområdet har biflödesordning 2, vilket innebär att vattnet flödar genom totalt 2 vattendrag innan det når havet efter 132 kilometer. Avrinningsområdet består mestadels av skog (66 procent) och sankmarker (30 procent). Avrinningsområdet har 0,15 kvadratkilometer vattenytor vilket ger det en sjöprocent på 0,3 procent.